# オスロフィヨルドの戦い
オスロフィヨルドの戦いでは第二次世界大戦中の1940年4月9日のノルウェーのオスロフィヨルドで起こった戦闘を扱う。

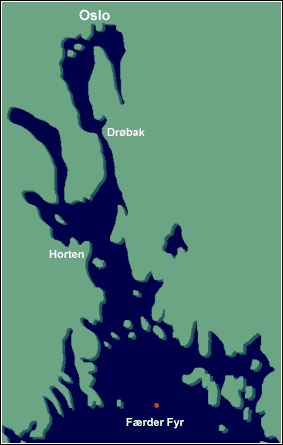
オスロフィヨルドの地図

1940年4月、ドイツ軍はノルウェー侵攻作戦を開始し、ノルウェー各地に向けて侵攻部隊が出撃した。そのうちの一つオスロ攻略部隊は重巡洋艦ブリュッヒャー（旗艦）、ポケット戦艦リュッツォウ、軽巡洋艦エムデン、水雷艇アルバトロス、コンドル、メーヴェ及び複数の小型艦艇で、指揮官はオスカー・クメッツ少将であった。部隊は4月8日にキールを出撃してオスロへ向かった。
オスロフィヨルドの入り口でドイツ艦隊は要塞島ラウエイとボレルネから探照灯の照射と砲撃を受けた。また、アルバトロスがノルウェーの哨戒艇ポル3と交戦してこれを沈めた。その後ドイツ艦隊はブリュッヒャーを先頭にして、オスロフィヨルドへ侵入していった。また、水雷艇アルバトロス、コンドルと第1掃海艇隊のRボートR17、R21がホルテン軍港の占領に分派された。9日5時過ぎ、ドレーバク水道に差し掛かった時ドイツ艦隊はオスカシボルグ要塞の砲台から砲撃を受けた。ブリュッヒャーには複数の砲弾が命中し、艦尾に受けた命中弾では舵が損傷した。さらにカホルム島にあった魚雷発射管から発射された魚雷が2本命中して7時32分に横転し沈没した。ブリュッヒャーの後ろにいたリュッツォウも前部砲塔などに命中弾を合計3発受けた。
一方、ホルテン軍港などの占領に向かったアルバトロス、コンドルなども激しい抵抗にあった。ノルウェーの敷設艦オーラヴ・トリュグヴァソンの攻撃でR17が沈み、アルバトロスも損傷した。アルバトロスはさらに砲台からの攻撃を受け、その後座礁して全損となった。だが、ドイツ軍はホルテン軍港を降伏させ、その後オスカシボルグ要塞もドイツ軍に降伏した。
そして、ドイツ艦隊は10日にオスロに着いたが、オスロはその前に空輸された部隊によって占領されていた。オスロからの帰路リュッツォウはイギリスの潜水艦スピアフィッシュの雷撃を受け、魚雷2本が命中して大破した。